# عبد الوهاب باشا
عبد الوهاب باشا
سياسي عثماني عهد اليه إيالة ولاية بغداد فحكمها لمدة سنة أصالة وليس وكالة، خلفاً للوالي نامق باشا الصغير، وذلك في 17 شعبان سنة 1322 ه‍، حتى سلخ شعبان 1323 ه‍. وهو أمير أمراء الروملي وورد بغداد في يوم الجمعة 8 شوال سنة 1322 ه‍، وكان والي الموصل الأسبق. وهو ألباني الأصل. وهذا الوالي راعى آل الحيدري كثيراً، واكتسبوا في ايامه نفوذاً، ونكب آل الزهاوي.

## نفي وابعاد
في عهد الوالي عبد الوهاب باشا وفي حوادث سنة 1223 ه‍/1905 م، وفي 22 محرم من هذه السنة نفي وأبعد كل من السادة ثابت بن نعمان خير الله الآلوسي، والسيد محمود شكري الآلوسي، والحاج حمد العسافي، وكان الأمر بابعادهم إلى بلاد الترك من طريق كركوك، ومن بينهم عبد الرزاق الأعظمي كان مقصوداً ايضاً الا أنه أختفى، فلم يذهب معهم.
ولم يطل أمر ابعادهم ولم يتجاوزوا الموصل وإنما تشبه بهم أهل الموصل من علماء واعيان كما تشبه الأستاذ الحاج علاء الدين الآلوسي الذي كان في إسطنبول في إرجاع فعادوا بعد فترة قصيرة.

## عزل الوالي
عزل الوالي عبد الوهاب باشا في سلخ شعبان 1323 ه‍، وخرج من بغداد يو م الخميس 10 شوال سنة 1323 ه‍.فخلفه بالوكالة قائد الفيلق السادس المشير سليمان باشا.وحتى ورود خلفه بالأصالة الوالي عبد المجيد بك.